# ジャン＝ジョセフ・エスペルシュー

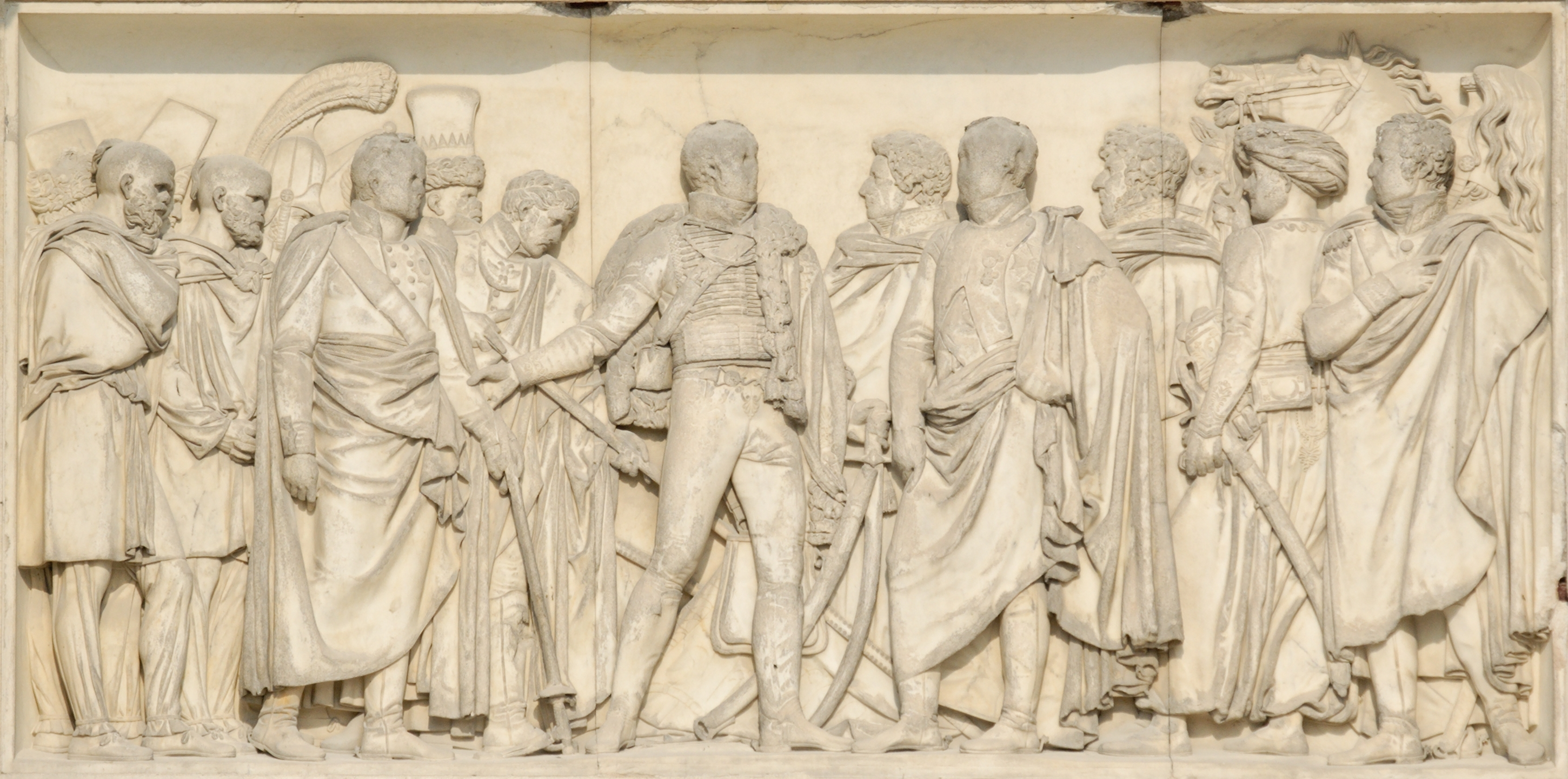
カルーゼル凱旋門の装飾レリーフ、アウステルリッツの戦い

ジャン＝ジョセフ・エスペルシュー（Jean-Joseph Espercieux、1757年7月21日 - 1840年5月6日）はフランスの新古典派の彫刻家である。

## 経歴
マルセイユの大工の棟梁の息子に生まれた。1774年にパリに出て、王立絵画彫刻アカデミーで、絵画をジャック＝ルイ・ダヴィッド、彫刻をシャルル・アントワーヌ・ブリダンに学んだ。彫刻家のジャン＝ジョゼフ・フークー(Jean-Joseph Foucou: 1737-1821)やピエール・ジュリアン(Pierre Julien: 1731-1804)、フィリップ＝ローラン・ローラン(Philippe-Laurent Roland: 1746-1816)とも知り合い指導を受けた。1793年からパリのサロンに主に胸像を出展した。
熱烈な共和主義者でフランス革命に参加し、フランス革命後に「民衆共和主義美術協会(la Société populaire et républicaine des arts)」と名前を変えたアカデミーの会長を務めた。美術協会でパリ市民の徳の育成に寄与しないと考えられたフランドルの風俗画の購入に反対したというエピソードが残っている。パリのそれまで修道院（couvent des Petits Augustins）でフランス記念碑博物館(musée des monuments français)として使われていた建物に1803年からスタジオを開いて活動し、この博物館が1816年に廃止された後、この場所にパリの美術学校(École des beaux-arts)が移された。
ローマの共和主義の政治家キケロやフランス革命初期の指導者オノーレ・ミラボーの像を制作した。1808年に完成したカルーゼル凱旋門の装飾レリーフの制作者の一人となり、アウステルリッツの戦いを題材にレリーフを制作した。
復古王政以後も公的な依頼の仕事を行い、コンコルド橋のナポレオン時代の将軍たちの像に置き換える彫刻の一つにエスペルシューのシュリー公爵(16世紀の軍人)の像が選ばれたが、後にこの像はロズニー＝シュル＝セーヌに移された。パリの噴水「平和の泉(Fontaine de la Pai)」の装飾も行った。

## 作品

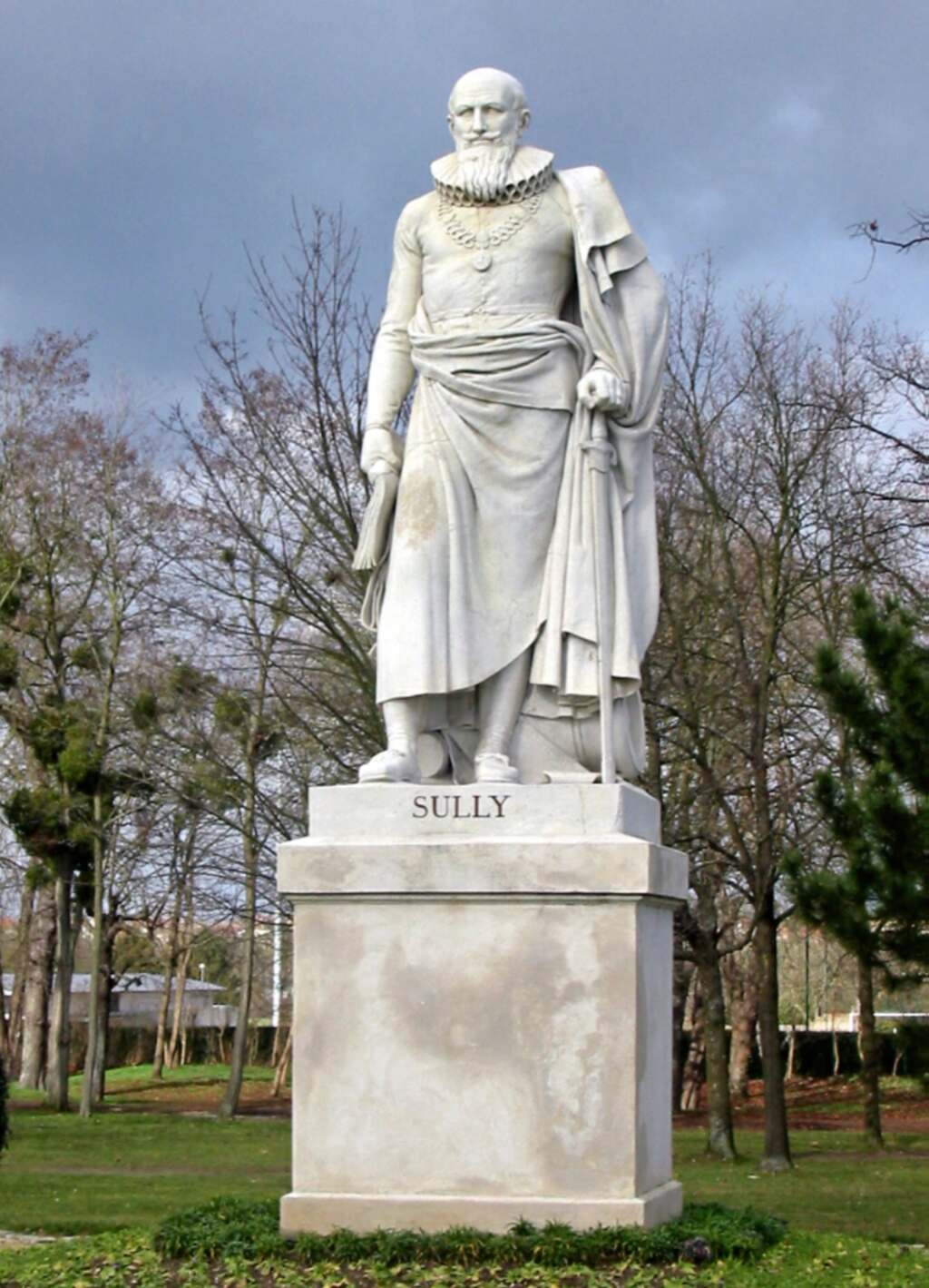
ロズニー＝シュル＝セーヌのシュリー公爵像
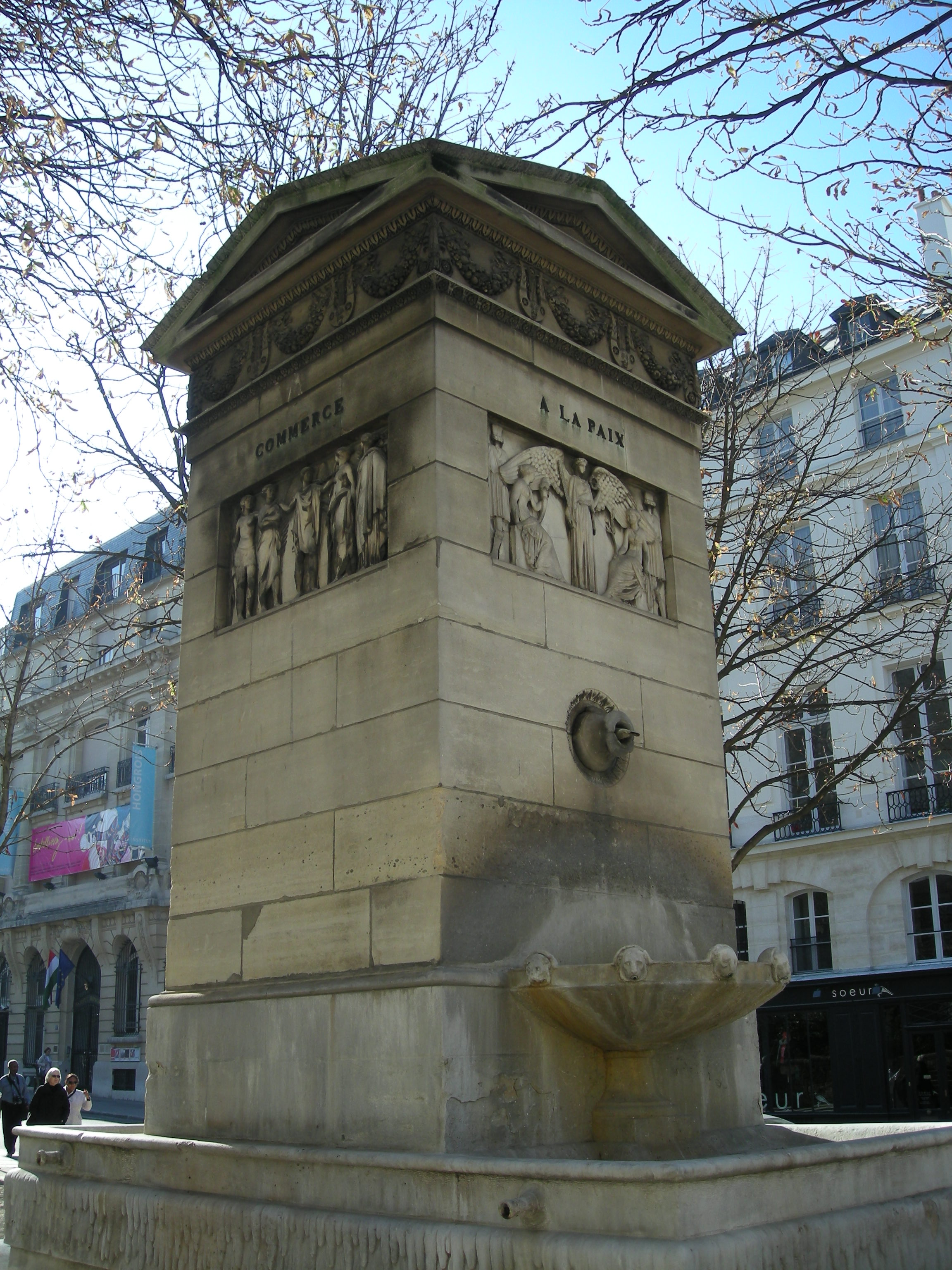
「平和の泉(Fontaine de la Pai)」
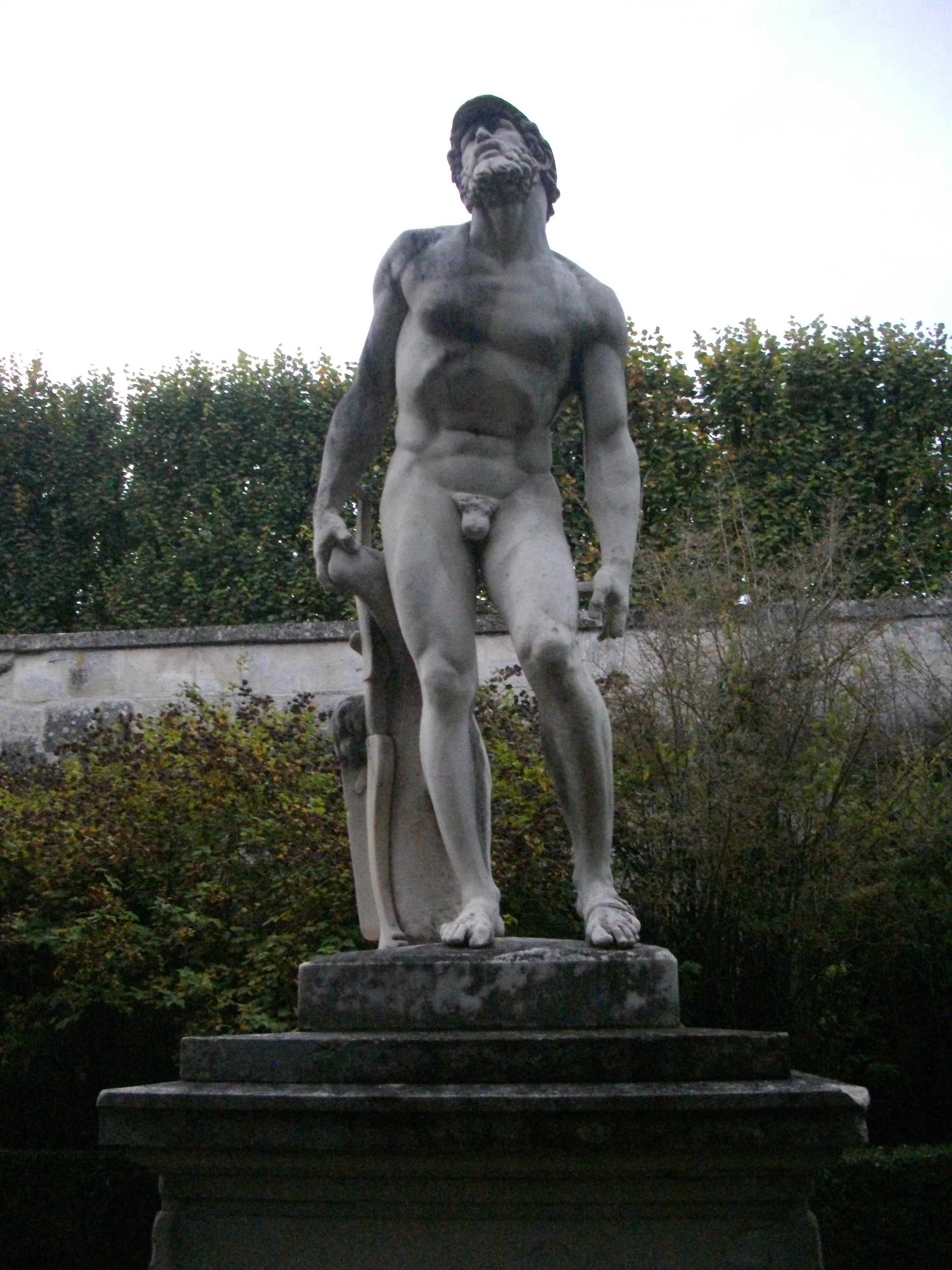
ピロクテーテース、コンピエーニュ公園